# الهندوسية في السعودية
الديانة الهندوسية هي ثالث أكبر ديانة في السعودية ، نسبها ما يقرب من 1.3٪ من إجمالي السكان المقيمين في البلاد. اعتبارًا من عام 2020، كان هناك ما يقرب من 408000 هندوسي يقيم في السعودية ، معظمهم من الهنود والنيباليين .   كانت هناك هجرة كبيرة للهنود إلى المملكة العربية السعودية

## تاريخ
السعودية دولة ثيوقراطية إسلامية.  الإسلام السني هو دين الدولة ولا يُسمح بالممارسة العامة لأي دين آخر غير الإسلام . جميع الهندوس الذين يعيشون في البلاد هم من المغتربين والسياح المقيمين في الخارج بموجب تصاريح عمل وسياحية. 
كان معظم الهنود الذين في السعودية في موجات الهجرة السابقة إلى المملكة العربية السعودية مسلمين، ولكن بعد عام 2001 زادت حصة الهندوس الهنود، وكذلك عدد الهندوس من الشتات النيبالي (أنظر النيباليون في السعودية) ، والهندوسية هي الآن الديانة الأسرع نموًا في السعودية .  على الرغم من وجود عدد كافٍ من السكان الهندوس، لا يوجد حتي الآن معبد هندوسي أو أي مكان آخر للعبادة لغير المسلمين، كما أن حرية الدين لغير المسلمين محدودة للغاية. 

## محددات
مثل الديانات غير الإسلامية الأخرى، لا يُسمح للهندوس بالموت علنًا في المملكة العربية السعودية. كما كانت هناك بعض الشكاوى من تدمير السلطات السعودية للممتلكات الدينية الهندوسية.   وتفسر السلطات السعودية آلهة هندوسية على أنها أصنام ، ووثنية مدانة بشدة في الإسلام . ومن المحتمل أن يكون هذا هو الأساس للموقف الصارم للسلطات السعودية عندما يتعلق الأمر بالممارسة الدينية لعبادة الأوثان.[بحاجة لمصدر]
أي تحول عن الإسلام يعرف بالردة ويتطلب عقوبة الإعدام .[بحاجة لمصدر] التبشير من قبل غير المسلمين، بما في ذلك توزيع المواد الدينية غير الإسلامية مثل البهاغافاد غيتا ، والجماعة الأحمدية غير قانوني. 

## التركيبة السكانية
| عام  | نسبه مئوية | زيادة |
| ---- | ---------- | ----- |
| 2000 | 0.6%       | -     |
| 2010 | 1.1%       | +0.5% |
| 2020 | 1.3%       | +0.2% |

## أنظر أيضا
- الدين في العربية السعودية
- الهندوسية في الدول العربية